# نجد عات (القفر)

تعديل مصدري - تعديل

نجد عات محلة تابعة لقرية المعينة، التابعة لعزلة بني مرغم بمديرية القفر إحدى مديريات محافظة إب في الجمهورية اليمنية، بلغ تعداد سكانها 101 حسب تعداد اليمن لعام 2004.